# Tycherus verecundus
Tycherus verecundus là một loài tò vò trong họ Ichneumonidae.